# Незара зелёная
Незара зелёная (лат. Nezara viridula) — вид клопов семейства щитники. Является вредителем многих культурных растений. Распространен преимущественно в тропических и субтропических областях на всех континентах кроме Антарктиды. Родиной является Африка.

## Описание
Длина тела 12-13 мм. Надкрылья полностью закрывают брюшко. Имаго Nezara viridula имеет очень изменчивую окраску. Известно более 10 цветовых морф, из них наибольшее распространение имеет зелёная морфа.
Личинки первого возраста светло-желтоватого цвета с красными глазами, прозрачными ногами и усиками. У личинок второго возраста ноги, голова, грудная клетка и усики чёрные. Личинки третьего и четвёртого возрастов отличаются от второго преимущественно размерам, окраска тела становится зеленоватой.

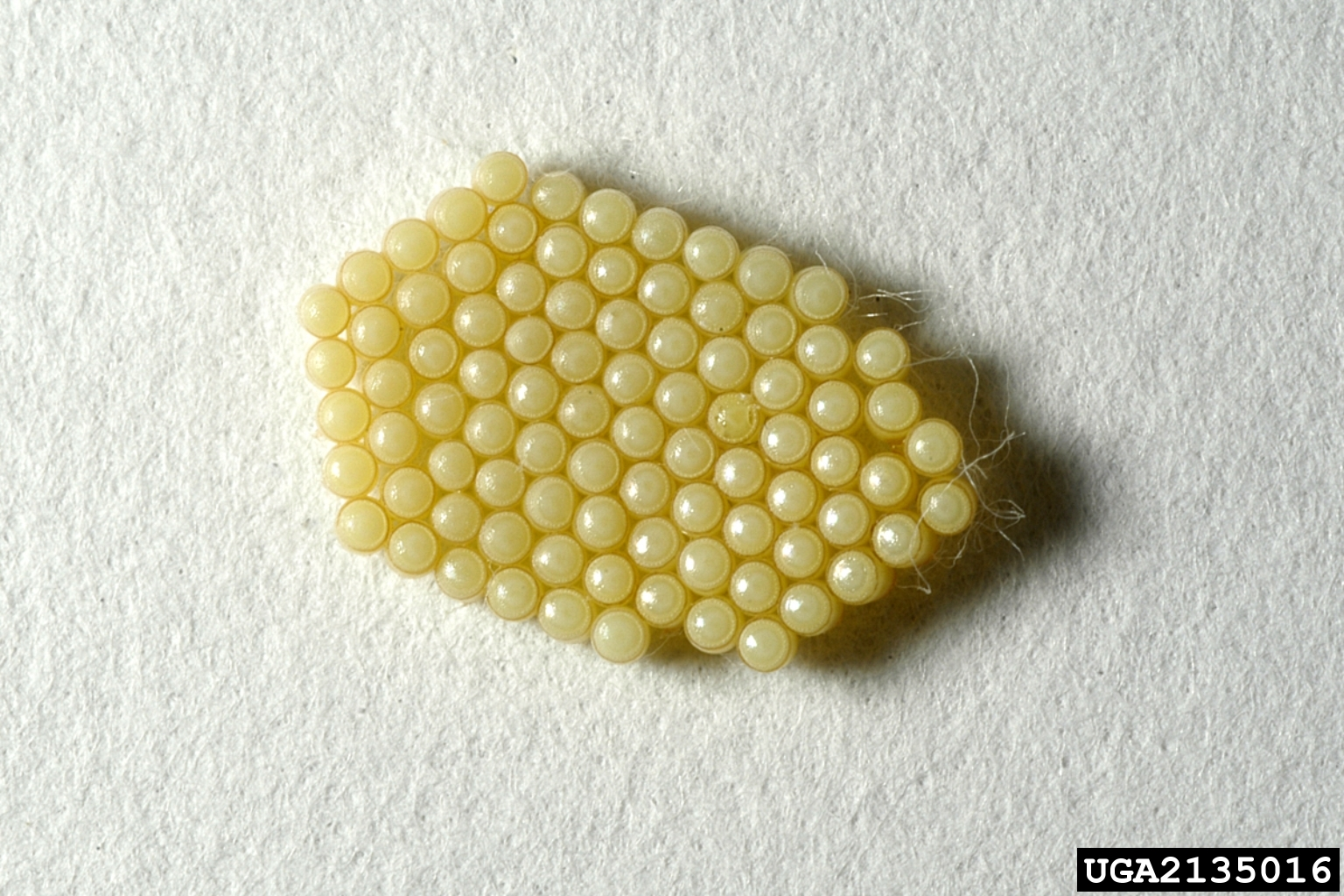
Яйца
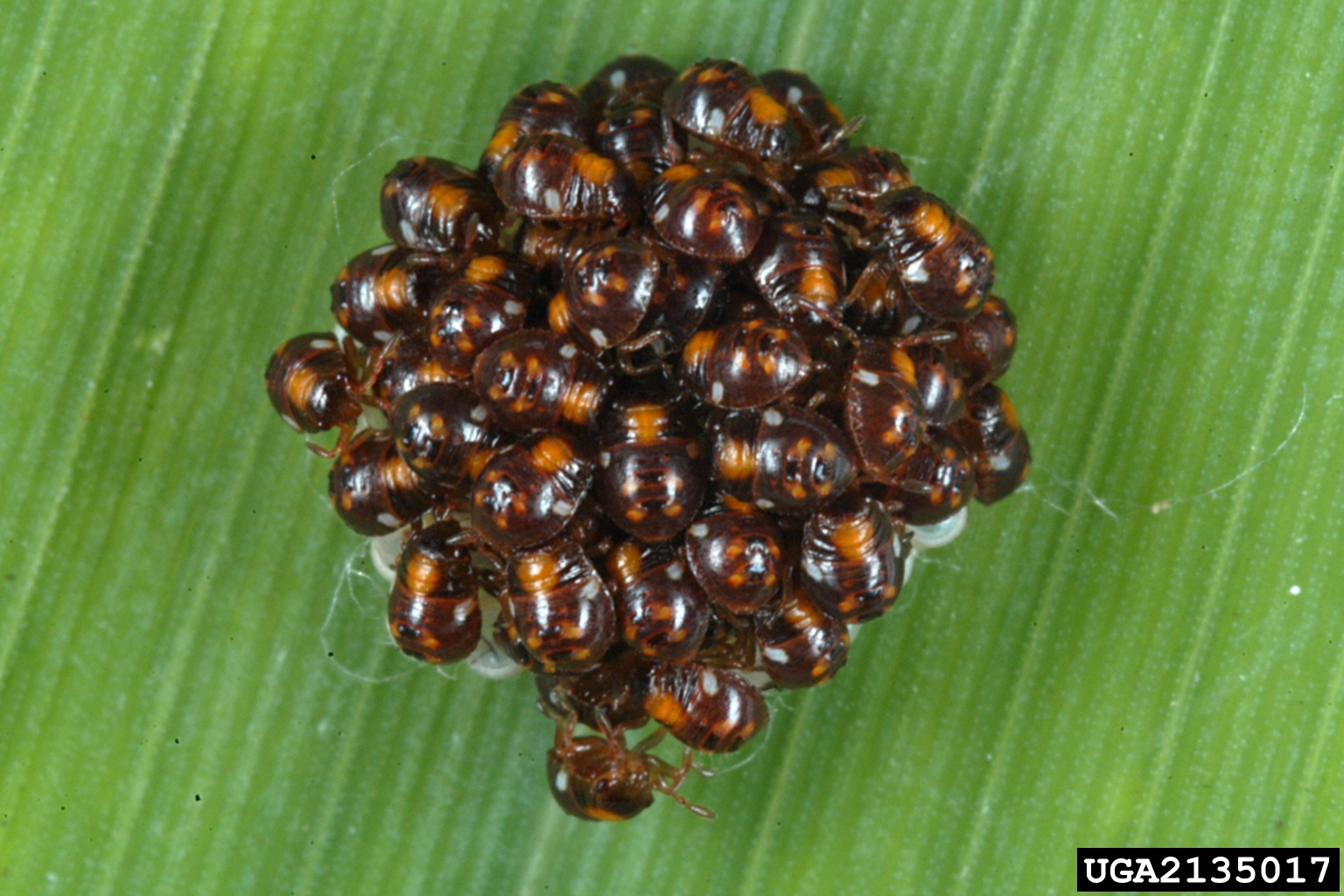
Личинки первого возраста
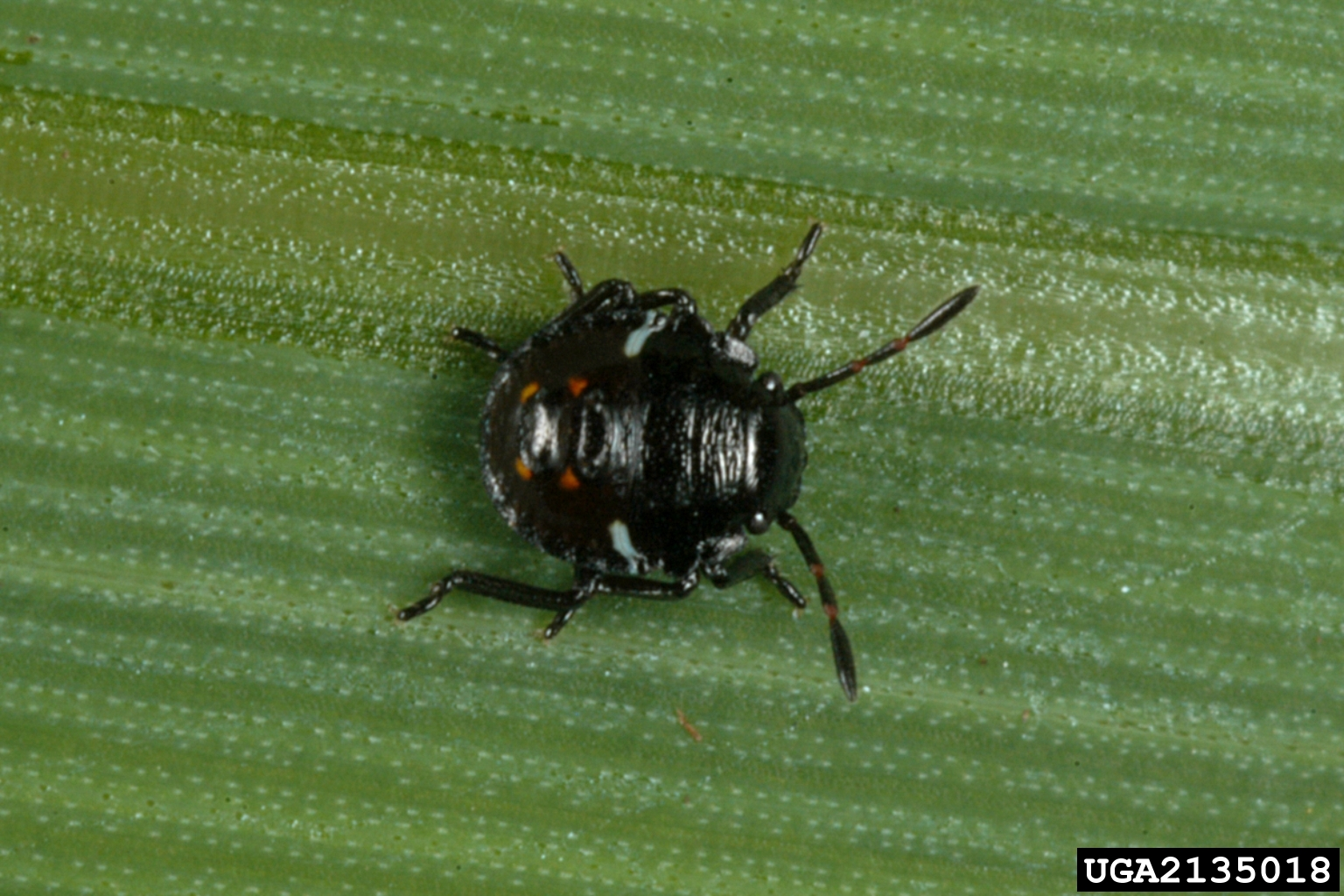
Личинка второго возраста
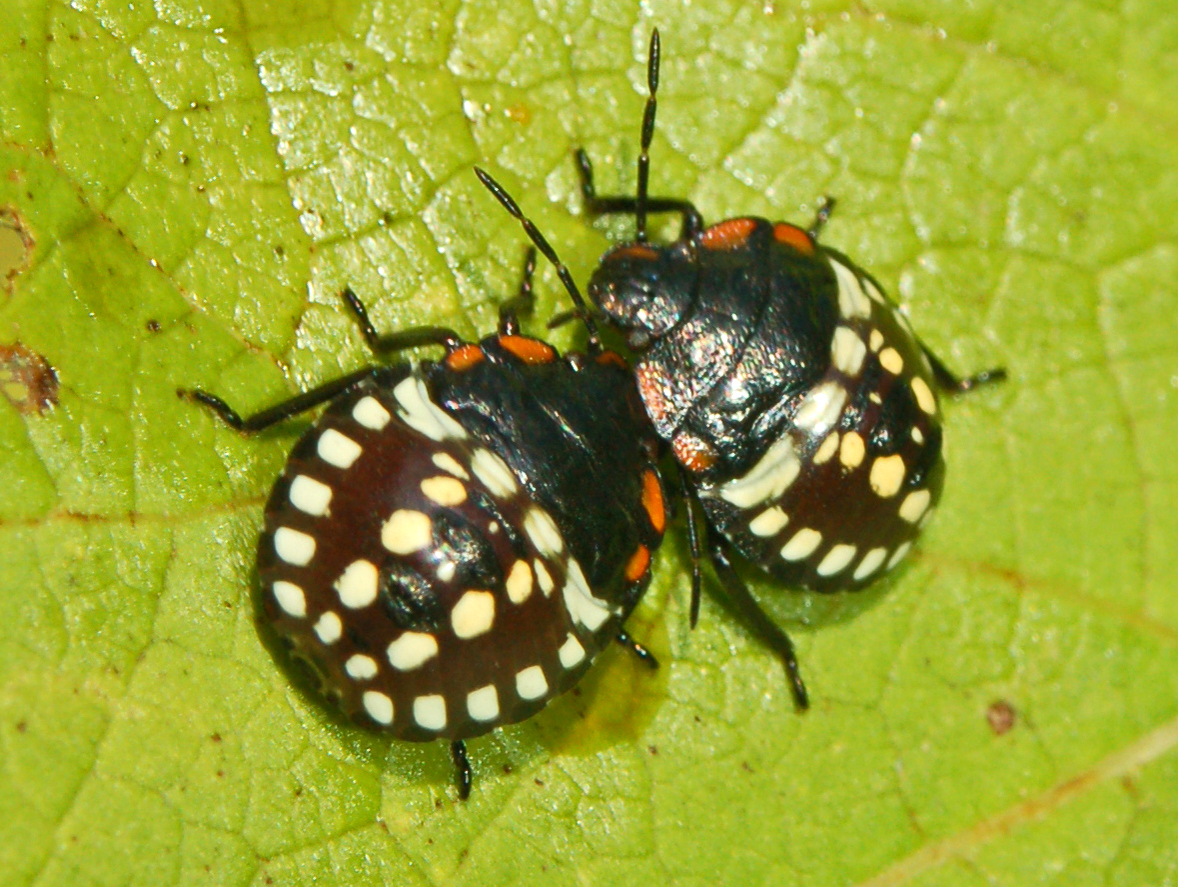
Личинки третьего возраста
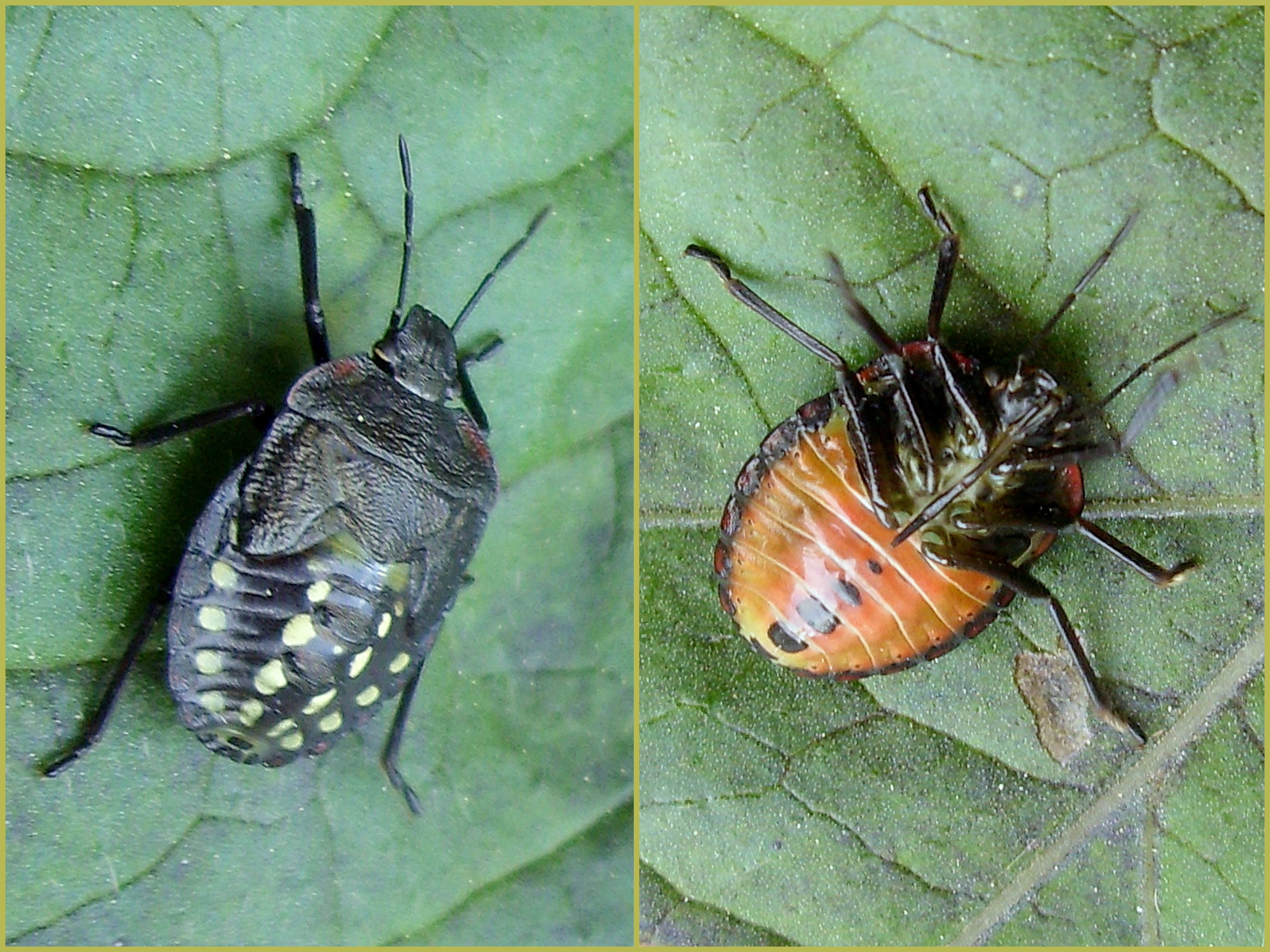
Личинки четвёртого возраста
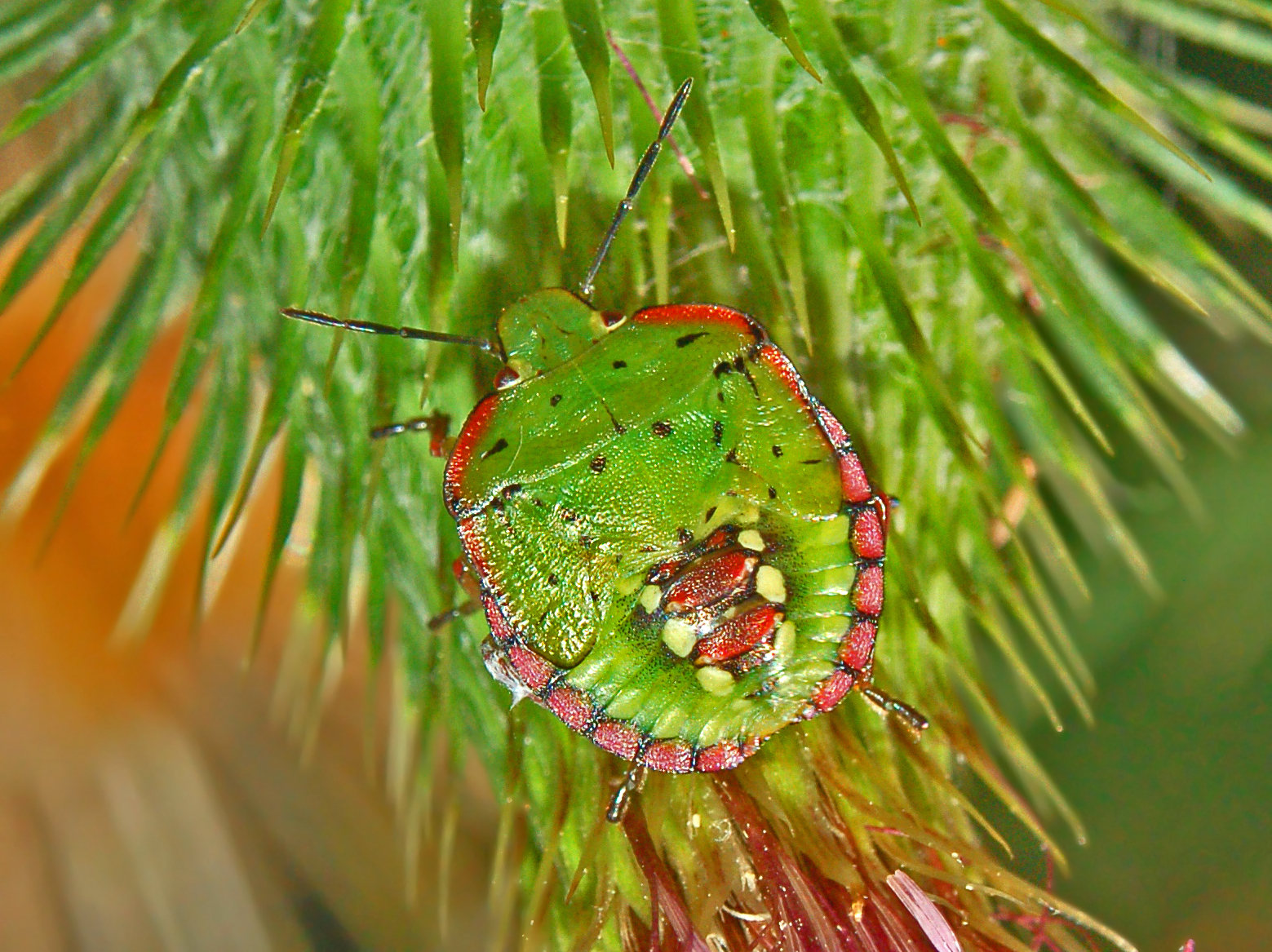
Личинка пятого возраста

## Биология
Полифаг. Питается 150 видами из 30 семейств двудольных растений и некоторых однодольных. Предпочтение отдаёт бобовым. Является серьёзным вредителем многих культурных растений во всем мире. Особенно сильно большой ущерб наносит посевам сои, риса, хлопчатнику. Повреждение клопом растений снижает урожайность, задерживает развитие растений. Повреждённые ткани являются местами проникновения патогенных микроорганизмов.
Самка откладывает яйца на нижнюю поверхность листьев растений от 30 до 130 яиц, за всю свою жизнь она может отложить до 260 яиц. Личинки первого возраста не питаются. Развитие личинок второго возраста длится пять суток. Продолжительность развития личинок третьего и четвёртого возраста по семь суток. Личинки пятого возраста развиваются восемь суток. Общая продолжительность жизненного цикла составляет 65-70 дней.
В условиях Японии даёт три или четыре поколения в год. В умеренной зоне зимует на стадии имаго под корой, внутри крон хвойных и других вечнозелёных растений, в соломе, под крышами зданий или в других подходящих местах. В Индии и в южной части Бразилии развитие может протекать без диапаузы. В жаркий сухой период года в Индии может наблюдаться летняя диапауза (эстивация).
На взрослых клопах и личинках паразитируют личинки тахины Trichopoda pennipes, а яйца заселяются наездниками из семейства Scelionidae Trissolcus basalis, Trissolcus mitsukurii, Ooencyrtus submetallicus и Telenomus chloropus.
Для привлечения самок самцы клопа выделяют феромон, который служит также сигналом для паразитической мухи Trichopoda pennipes качестве сигнала для поиска хозяина. Географически изолированные популяции Nezara viridula характеризуются специфическим составом феромонов. Для борьбы с Nezara viridula на остров Пасхи из Чили в 1985—1986 годах была интродуцирована тахина Ectophasiopsis arcuata.

## Кариотип
В диплоидный набор состоит из шести пар аутосом и пары половых хромосом. Самцы гетерозиготны (XY), самки гомозиготны (XX).

## Распространение
Родиной клопа является Африка. Ареал вида постоянно расширяется и встречается в тропических и субтропических регионах Евразии, Африки, Австралии и Северной и Южной Америки. В России вид Nezara viridula впервые отмечен в 2006 году в Краснодарском крае.